# Juan Manuel Borbolla
Juan Manuel Borbolla (* 28. Juni 1951 in Mexiko-Stadt) ist ein ehemaliger mexikanischer Fußballspieler auf der Position eines Stürmers.

## Leben

### Verein
Borbolla begann seine Laufbahn im Nachwuchsbereich seines Heimatvereins América, bei dem er 1970 auch seinen ersten Profivertrag erhielt. Außerdem spielte er vor Beginn seiner Profikarriere bei einer Mannschaft namens Deportivo Asturiano in der prestigeträchtigen Liga Española de Fútbol.
In der Saison 1970/71 gewann er mit den Americanistas die mexikanische Fußballmeisterschaft und in der darauffolgenden Saison 1971/72 erreichte er mit seinem Verein noch einmal das Finale um die mexikanische Meisterschaft, das diesmal allerdings deutlich mit 1:4 gegen den Stadtrivalen Cruz Azul verloren wurde. In der Saison 1973/74 gewann er mit dem Club América den mexikanischen Pokalwettbewerb.
Nach vier Jahren Zugehörigkeit zum Club América wechselte er 1974 zum Stadtrivalen Atlético Español, mit dem er in der Saison 1975/76 den CONCACAF Champions Cup gewann, und weitere vier Jahre später zum Puebla FC, bei dem er ebenfalls vier Jahre unter Vertrag stand.

### Nationalmannschaft
Sein Debüt im Dress der Nationalmannschaft bestritt Borbolla am 8. September 1971 im Niedersachsenstadion von Hannover, wo El Tri der deutschen Mannschaft mit 0:5 unterlag. Nachdem er in diesem Spiel nur zu einem sechsminütigen Einsatz gekommen war, bestritt er seine anderen sechs Länderspiele alle über die komplette Distanz von neunzig Minuten. Im August und September 1972 absolvierte er ein Testspiel gegen Chile sowie vier WM-Qualifikationsspiele gegen Kanada und USA, die allesamt gewonnen wurden. Je ein Tor gelang ihm in den Spielen gegen Kanada (1:0) am 24. August und die USA  (2:1) am 10. September. Sein letztes Länderspiel war ein Testspiel gegen die USA, das am 16. Oktober 1973 mit 2:0 gewonnen wurde.

## Erfolge
- Mexikanischer Meister: 1970/71
- Mexikanischer Pokalsieger: 1973/74
- CONCACAF Champions Cup: 1975